# Sanoth
Sanoth è una suddivisione dell'India, classificata come census town, di 2.909 abitanti, situata nel distretto di Delhi Nord Ovest, nello territorio federato di Delhi. In base al numero di abitanti la città rientra nella classe VI (meno di 5.000 persone).

## Geografia fisica
La città è situata a 28° 49' 14 N e 77° 04' 19 E.

## Società

### Evoluzione demografica
Al censimento del 2001 la popolazione di Sanoth assommava a 2.909 persone, delle quali 1.534 maschi e 1.375 femmine. I bambini di età inferiore o uguale ai sei anni assommavano a 449, dei quali 253 maschi e 196 femmine. Infine, coloro che erano in grado di saper almeno leggere e scrivere erano 2.108, dei quali 1.205 maschi e 903 femmine.